# Percival P.56 Provost
El Percival P.56 Provost fue un entrenador básico de la Real Fuerza Aérea diseñado en la década de 1950, como reemplazo del anterior entrenador, el Percival P.40 Prentice. Tiene una disposición de monoplano de ala baja, con tren de aterrizaje fijo, rueda de cola móvil y motor radial.
A partir de esta aeronave se diseñó el BAC Jet Provost, que lo sucedió en su papel de entrenador básico dentro de la RAF.

## Desarrollo
El 11 de septiembre de 1948, el Ministerio del Aire emitió la especificación T.16/48, en la que solicitaba un entrenador básico, monomotor, con el fin de alcanzar el requerimiento operacional N°257 sobre un reemplazo del Percival P.40 Prentice. Se recibieron 30 propuestas para su consideración, de las que se escogió para construcción el Handley Page H.P.R.2 y el Percival P.56.
En 1954, Percival Aircraft pasa a ser parte del Grupo Hunting, por lo que en algunas fuentes se clasifica a sus aviones como Hunting (Percival).
Se otorga un contrato a Hunting (Percival) el 13 de enero de 1950, con el compromiso de construir dos prototipos con el motor Armstrong Siddeley Cheetah; por su parte, la compañía decide construir un tercer prototipo propulsado con un motor radial Alvis Leonides 126.
El prototipo con matrícula WE522, motorizado con Armstrong Siddeley Cheetah, voló por primera vez el 24 de febrero de 1950. El tercer prototipo, motorizado con el Alvis Leonides, fue evaluado contra el H.P.R.2 y fue seleccionado para la producción como Provost T.1, con un pedido inicial de 200 aeronaves.

## Diseño
El P.56 Provost proponía un nuevo esquema de entrenamiento para la formación de pilotos de la RAF. Hasta su entrada en funcionamiento, el esquema era un avión con una cabina simple sin mucho instrumental, con el sentido de entregar las nociones básicas de vuelo. El Provost proporcionaba, por el contrario, una cabina compleja en instrumental con la idea de no realizar un brusco cambio entre las cabinas de los entrenadores y las de los nuevos aviones de la década de 1950, en los que volarían posteriormente los pilotos formados.
Era un monoplano de ala baja cantilever, con tren de aterrizaje fijo. Instructor y alumno se sentaban lado a lado.
Gracias a su motor radial Alvis Leonides 126, el P.56 tenía el doble de potencia que su antecesor, con un índice de alabeo similar al de los caza de su época. Tenía una gran cantidad de componentes intercambiables y de bodegas de acceso, con el fin de facilitar su mantenimiento.

## Historia Operacional
El Provost entró en servicio en la RAF en 1953, en la Central Flight School (CFS), que realizó intensas pruebas antes de colocarlo como instructor de línea. En octubre de 1953, se inició el primer curso con Provost. El Provost era más capaz que el Prentice al que reemplazó, lo que permitía a los estudiantes pasar directamente al De Havilland Vampire después de completar el entrenamiento en el Provost. 

## Variantes

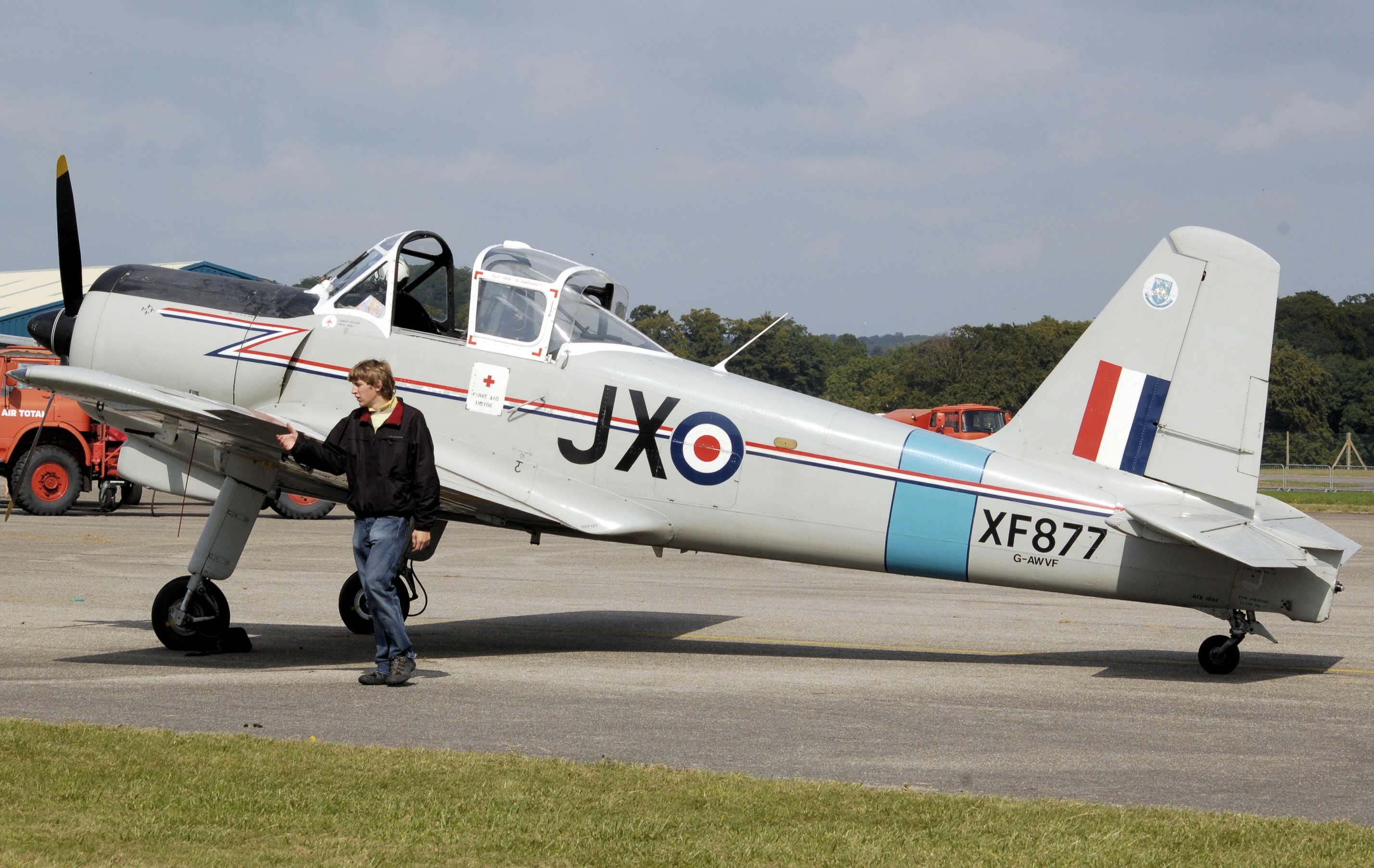
Percival Provost P.56 T1 privado en 2007.

Percival P.56 Mark 1
Dos prototipos con motor Armstrong-Siddeley Cheetah para evaluación; ambos equipados más tarde con motor Leonides; WE522 y WE530.
Percival P.56 Mark 2
Un prototipo con motor Alvis Leonides para evaluación (G-23-1/WG503).
Provost T.Mk 1
Entrenador básico biplaza con motor Leonides, para la Real Fuerza Aérea.
Provost T.51
Versión de exportación desarmada para el Cuerpo Aéreo Irlandés.
Provost Mk 52
Versión de exportación armada para la Fuerza Aérea de Rodesia y el Sultanato de Omán.
Provost Mk 53
Versión de exportación armada para Birmania, Irak, Irlanda y Sudán.

## Operadores

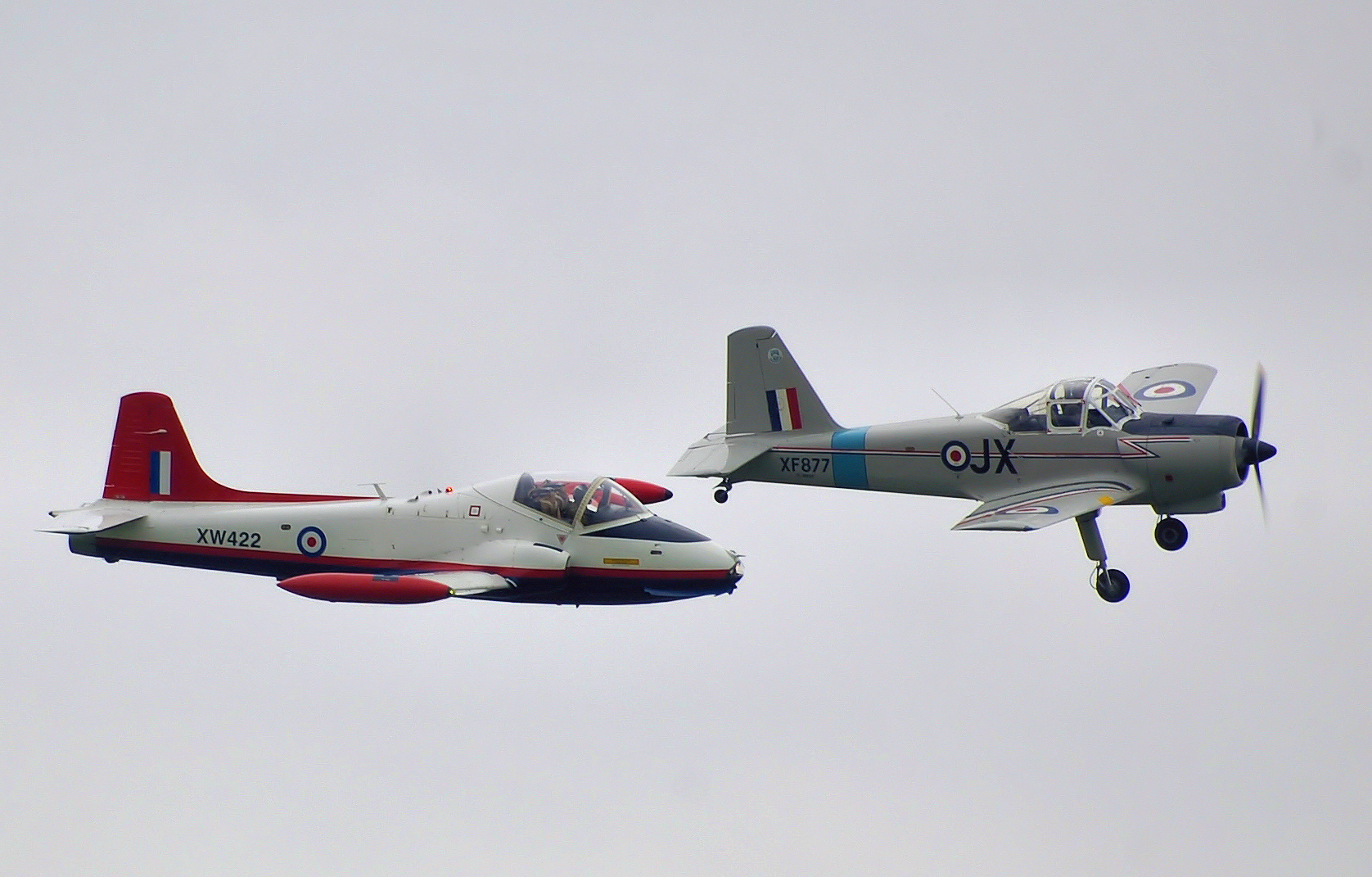
Provost T1 de motor de pistones y Jet Provost T.5a en formación.

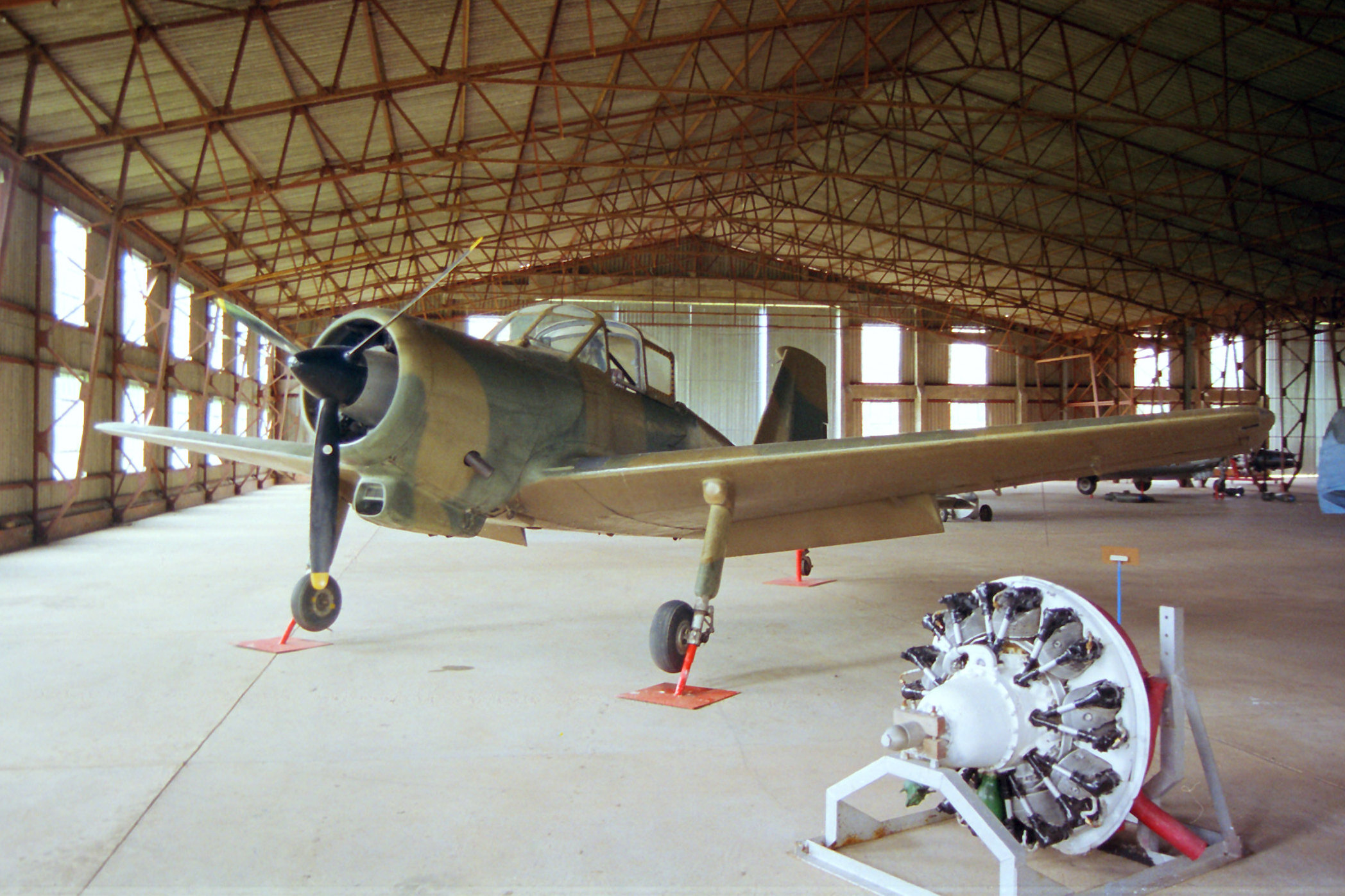
Provost T.52 retirado de la Fuerza Aérea de Rodesia.

Birmania
- Fuerza Aérea de Birmania

 Irak
- Fuerza Aérea Iraquí

 Irlanda
- Cuerpo Aéreo Irlandés

 Malasia
- Real Fuerza Aérea de Malasia

 Omán
- Real Fuerza Aérea de Omán

 Reino Unido
- Empire Test Pilot's School
- Real Fuerza Aérea

 Rodesia
- Fuerza Aérea de Rodesia

 Sudán
- Fuerza Aérea de Sudán

 Zimbabue
- Fuerza Aérea de Zimbabue

## Especificaciones (P.56 T.1)
Referencia datos: Enciclopedia de la Aviación Vol. 9

### Características generales
- Tripulación: Dos (piloto y alumno)
- Longitud: 8,73 m
- Envergadura: 10,7 m
- Altura: 3,7 m
- Superficie alar: 19,9 m²
- Peso vacío: 1523 kg
- Peso cargado: 1995 kg
- Planta motriz: 1× motor radial de 9 cilindros refrigerado por aire Alvis Leonides Mk25.
  - Potencia: 410 kW (565 HP; 558 CV)

### Rendimiento
- Velocidad nunca excedida (Vne): 320 km/h
- Alcance: 1020 km
- Techo de vuelo: 7620 m (25 000 pies)

### Desarrollos relacionados
- Percival Prentice
- BAC Jet Provost

### Aeronaves similares
- CAC Winjeel

### Secuencias de designación
- Secuencia P._ (interna de Percival): ← P.48 - P.50 - P.54 - P.56 - P.66 - P.74